# Sint Elisabeth Ziekenhuis (Leiden)
Het Sint Elisabeth Ziekenhuis is een voormalig ziekenhuisgebouw en gemeentelijk monument aan de Hooigracht in de Nederlandse stad Leiden. 
Het Elisabeth ontstond in 1892 toen Zusters Franciscanessen uit Breda een rooms-katholiek ziekenhuis kwamen opzetten in een voormalige kostschool aan de Hooigracht 21.
Het huidige gebouw aan de Hooigracht 15-19 werd in 1909 als uitbreiding gebouwd naar ontwerp van architect Leo van der Laan. In 1930 en 1952 volgden nog uitbreidingen waar ook zoon Jan aan tekende. Nadat het ziekenhuis in 1972 naar Leiderdorp verhuisde (toen het Rijnland Ziekenhuis, nu een locatie van de Alrijne Ziekenhuis), kwam het complex in handen van de Universiteit Leiden. De universiteit huisvestte aan Hooigracht 15 aanvankelijk de faculteiten psychologie en geschiedenis. Later (vanaf zomer 1989) werd het pand gebruikt voor studentenhuisvesting.Het complex is in de loop van de jaren nogal achteruitgegaan, voldeed niet meer aan de eisen van de tijd terwijl er het nodige achterstallig onderhoud kwam spelen. Even dreigde er de sloop van het complex, maar dit kon door actie van een aantal bewoners worden tegengehouden. 
Het voormalige ziekenhuisgebouw werd in 2001 eigendom van de toenmalige Stichting Leidse Studentenhuisvesting (SLS), thans DUWO, die het liet verbouwen tot wooncomplex voor circa 200 internationale studenten. Op de begane grond is een horecagelegenheid annex kantoorruimte gekomen, ook al past dit niet erg bij de verdere bestemming en gebruikers van het complex.  

## Foto's

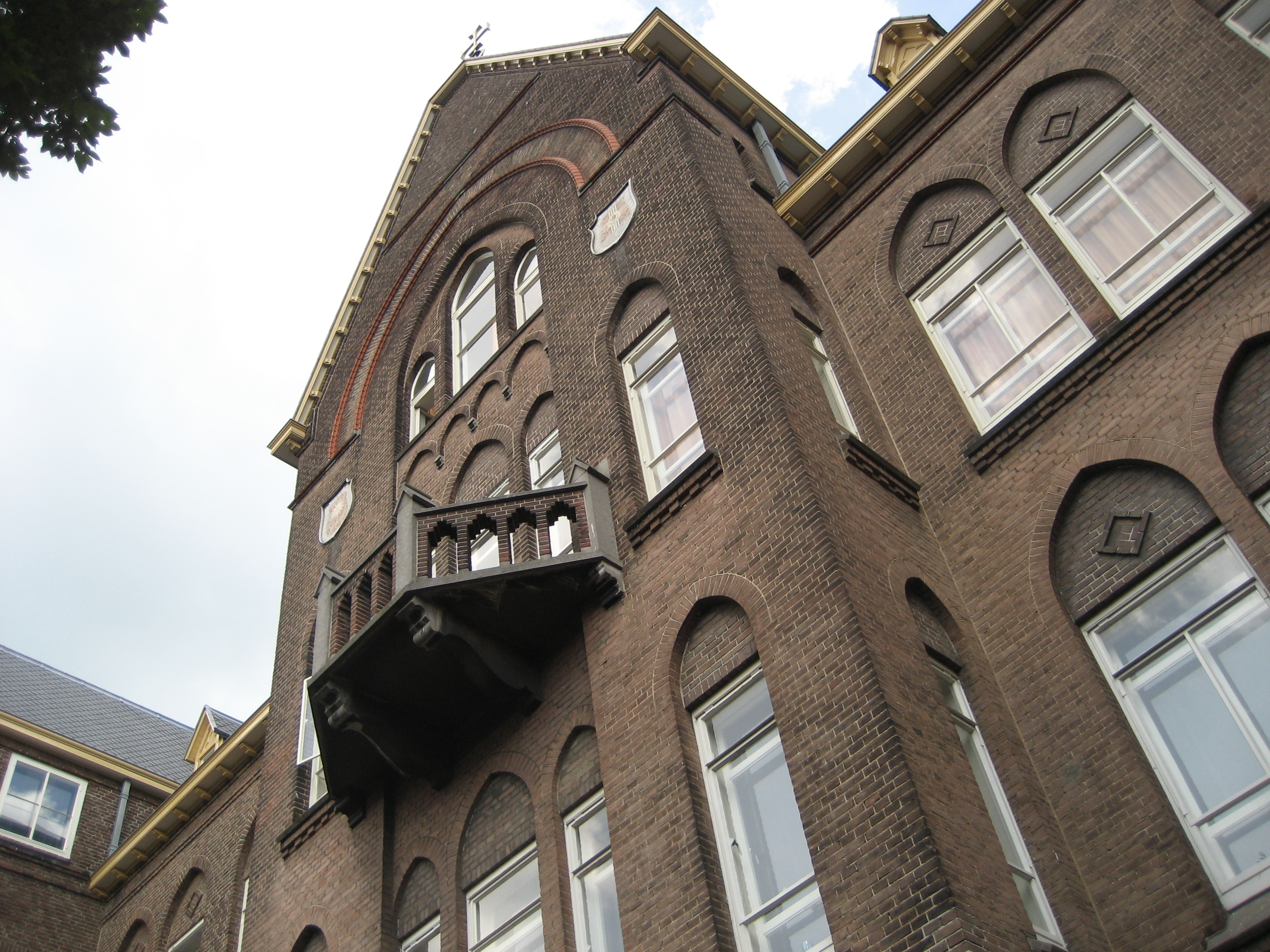
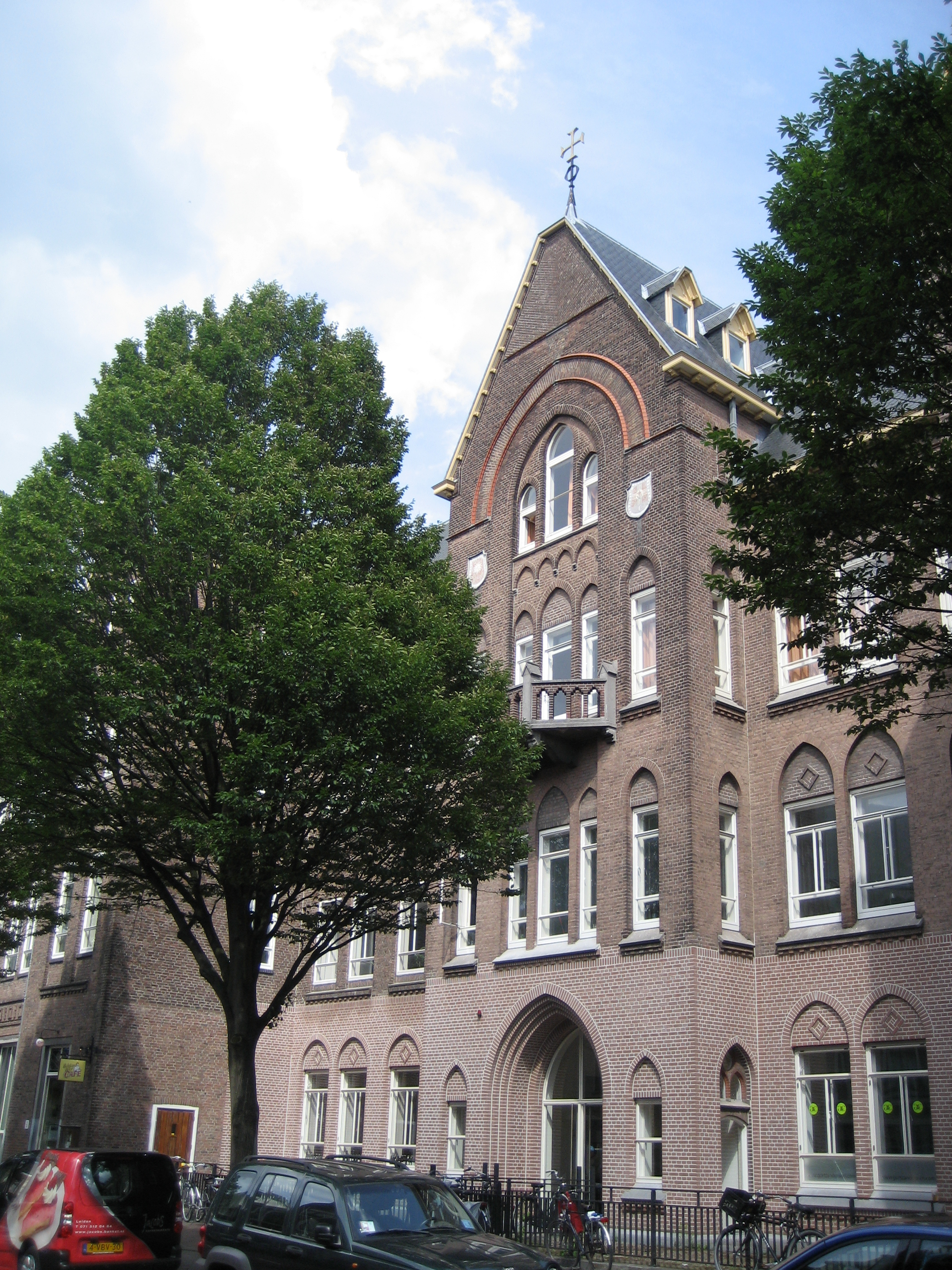
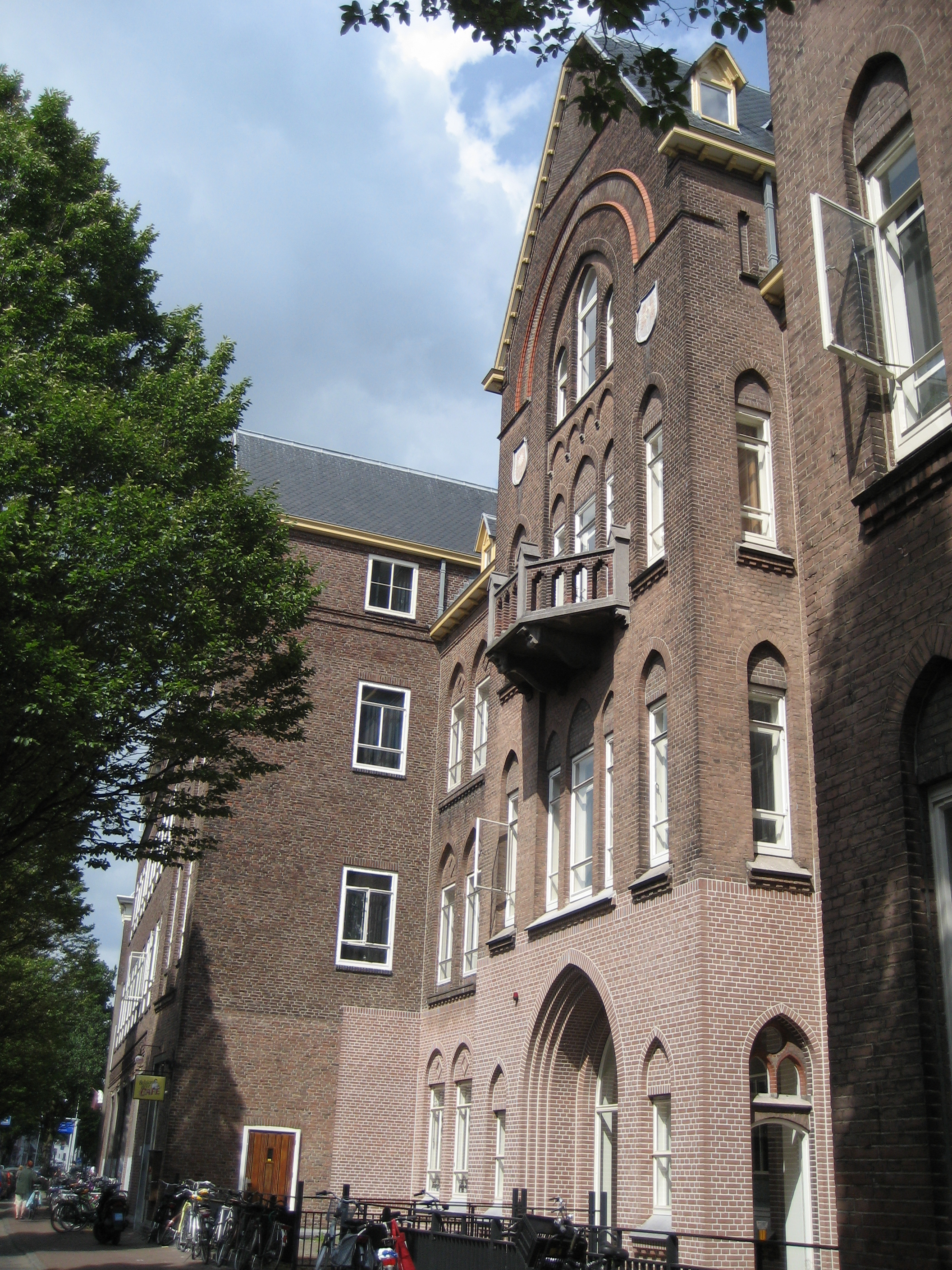
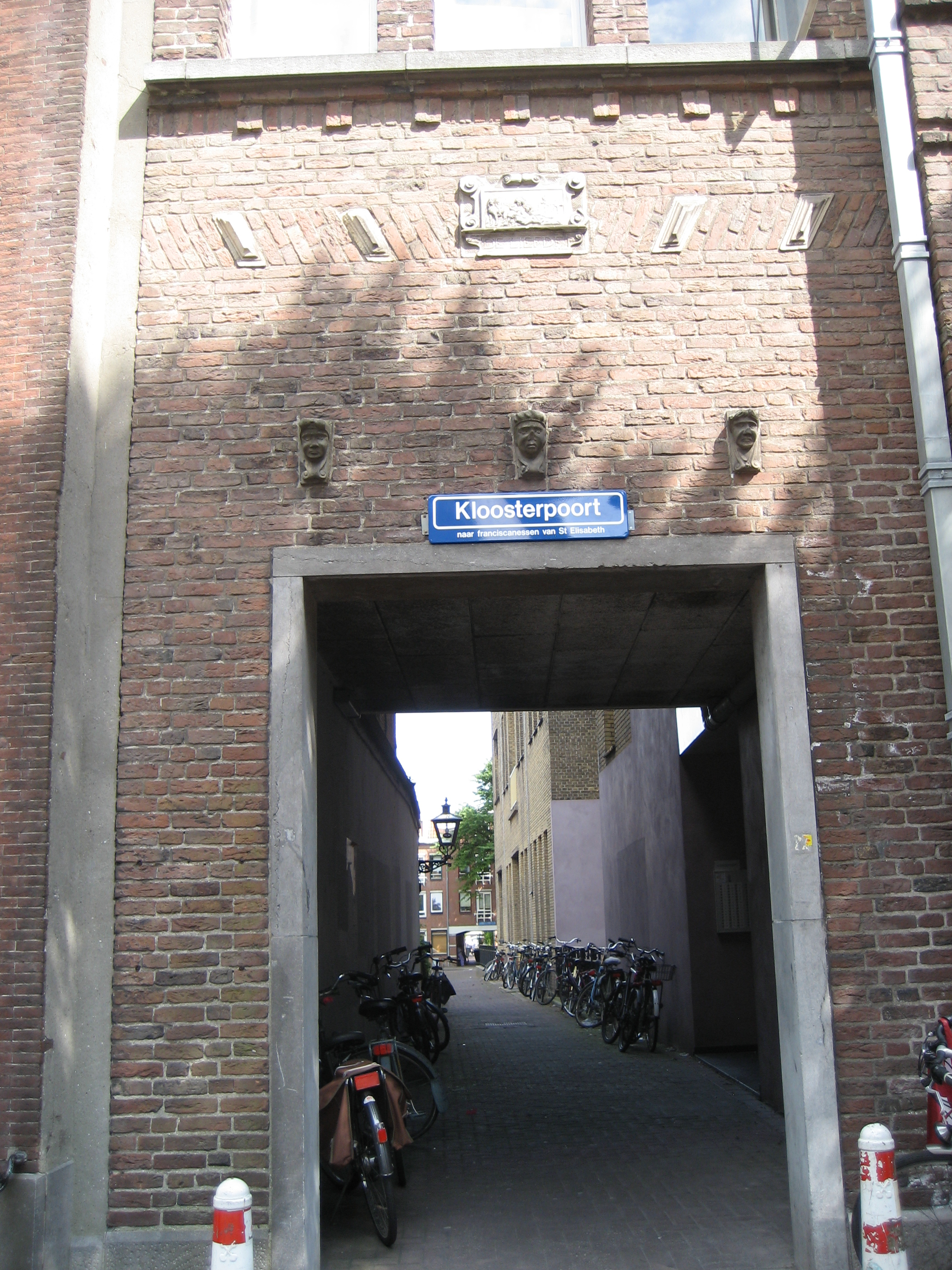
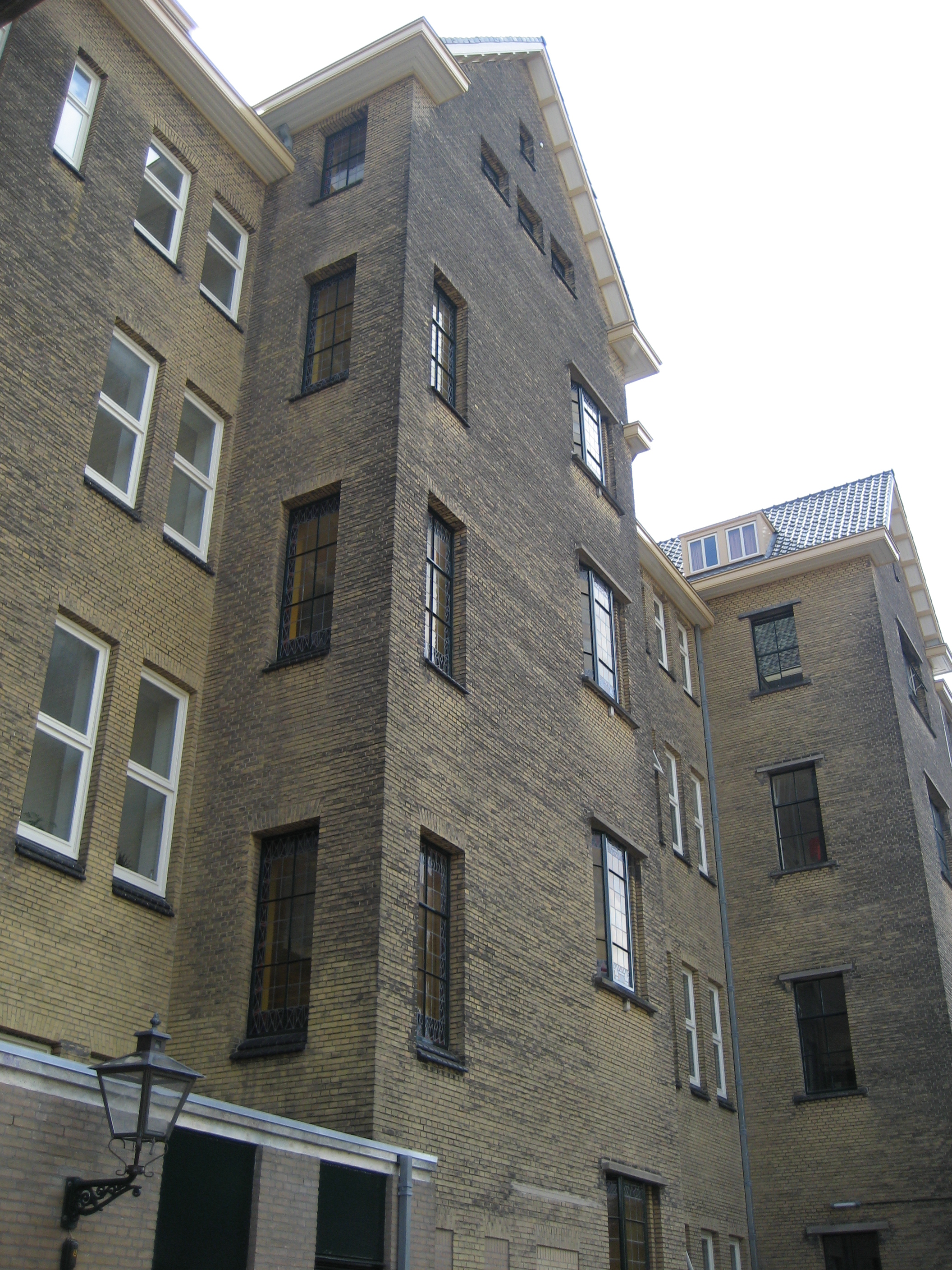
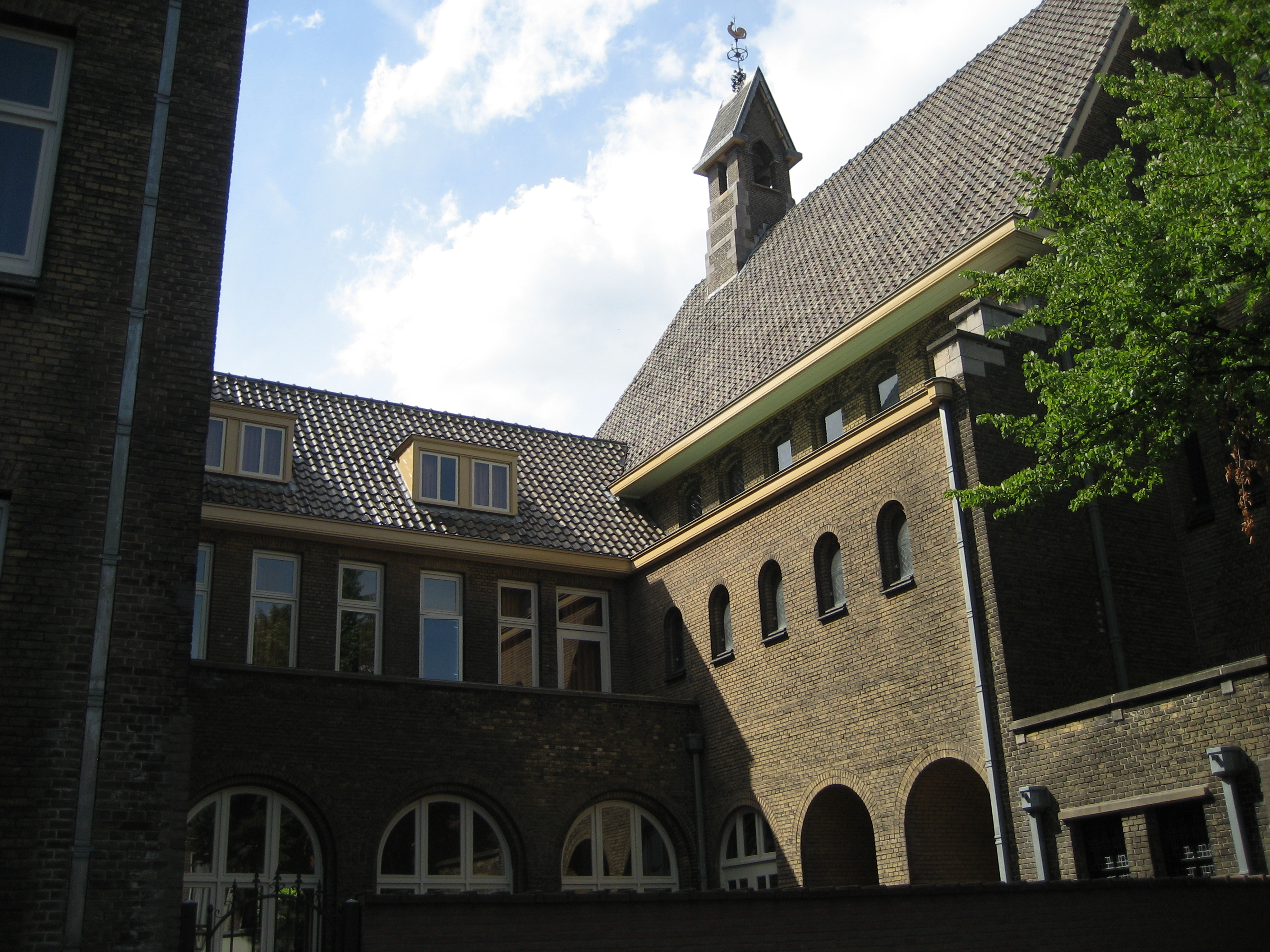